# Раннохристиянско изкуство и архитектура
Раннохристиянското изкуство и архитектура или палеохристиянското изкуство е изкуство създадено от християни и под християнско покровителство от най-ранния период на християнството до между 260 и 525 г. На практика идентифицираното християнско изкуство оцелява само от 2 век нататък. Чак 550 години след това християнското изкуство е класифицирано като византийско или от друг регионален тип.
Първата група се състои от портрети и статуарни фигури на императори и знатни римски патриции, които са предназначени за експониране на открито или в интериора на имперски дворци, резиденции или вили. Един от примерите е Барлетският колос.
Статуи и портрети са налични и в сепулкрален контекст, в римските мавзолеи и гробници. За разлика от по-ранните примери, в скулптурата през Късната античност се забелязва стремеж към опростяване в портретното изображение. Този факт затруднява значително интерпретацията и идентифицирането на портрета.
Втората група обхваща примери от саркофазната пластика.
Раннохристиянската саркофазна пластика е една от най-мащабните и разнообразни групи в раннохристиянското изкуство и е неотменно свързана с традицията в производството на нехристиянски римски саркофази. В края на римския републикански и началото на имперския период настъпва обрат в погребалната практика, при което масово се преминава от трупоизгаряне към трупополагане на починалите. За погребване телата на своите близки заможните римски фамилии поръчват изработка на каменни, често богато украсени саркофази. През последната четвърт на ІІІ век в релефната украса на саркофазите се появяват за първи път сцени с библейско съдържание от Стария и Новия Завет. Най-многобройна е групата раннохристиянски саркофази от Рим и околностите, чието производство престава малко след 400 г. През V век производство на раннохристиянски саркофази се локализира в Арл, от края на V и през целия VІ век в Равена. През VІ и VІІ век минимално количество саркофази са произвеждани в някои от провинциите, както и в константинополски ателиета. Докато за римските саркофази принципно е ползван мрамор, то провинциалните често са от варовик, пясъчна или вулканична скала, не липсват дори такива от метал, глина и дърво. Единствено за изработване на статуи или саркофази за членове на императорското семейство е ползван скъп и труден за обработка египетски порфир.